# Чемпионат мира по биатлону 2008
43-й чемпионат мира по биатлону прошёл в шведском Эстерсунде с 9 по 17 февраля 2008 спустя 50 лет после первого чемпионата мира в Зальфельдене, Австрия. Эстерсунд до этого принимал чемпионат мира в 1970-м году.
Всего было разыграно 11 комплектов медалей, по 5 у мужчин и женщин в спринте, преследовании, масс-старте, индивидуальной гонке, эстафете и один комплект медалей в смешанной эстафете.
Как и в предыдущие годы, на чемпионате доминировали представители Германии, Норвегии, России, они завоевали 28 из 33-х возможных медалей. Остальные 5 медалей поделили Украина, Беларусь, Франция. По три золотые медали завоевали представительницы Германии Андреа Хенкель и Магдалена Нойнер, россиянин Максим Чудов и норвежец Эмиль Хегле Свендсен завоевали по две золотые медали. Уле Айнар Бьорндален завоевал больше всех медалей — 5, одно «золото», три «серебра» и одну «бронзу»

## Таблица медалей
| Дисциплина                            | Золото                                                                          | Серебро                                                                                   | Бронза                                                                               |
| ------------------------------------- | ------------------------------------------------------------------------------- | ----------------------------------------------------------------------------------------- | ------------------------------------------------------------------------------------ |
| Спринт, 7.5 км, женщины               | Андреа Хенкель                                                                  | Альбина Ахатова                                                                           | Оксана Хвостенко                                                                     |
| Спринт, 10 км, мужчины                | Максим Чудов                                                                    | Халвард Ханеволд                                                                          | Уле Эйнар Бьорндален                                                                 |
| Преследование, 10 км, женщины         | Андреа Хенкель                                                                  | Екатерина Юрьева                                                                          | Альбина Ахатова                                                                      |
| Преследование, 12.5 км, мужчины       | Уле Эйнар Бьорндален                                                            | Максим Чудов                                                                              | Александр Вольф                                                                      |
| Смешанная эстафета, 2X6 км + 2X7.5 км | Германия Сабрина Бухольц · Магдалена Нойнер · Андреас Бирнбахер · Михаэль Грайс | Беларусь Людмила Калинчик · Дарья Домрачева · Рустам Валиуллин · Сергей Новиков           | Россия Светлана Слепцова · Оксана Неупокоева · Николай Н. Круглов · Дмитрий Ярошенко |
| Индивидуальная гонка, 15 км, женщины  | Екатерина Юрьева                                                                | Мартина Глагов                                                                            | Оксана Хвостенко                                                                     |
| Индивидуальная гонка, 20 км, мужчины  | Эмиль Хегле Свендсен                                                            | Уле Эйнар Бьорндален                                                                      | Максим Максимов                                                                      |
| Эстафета, 4X7.5 км, мужчины           | Россия Иван Черезов · Николай Н. Круглов · Дмитрий Ярошенко · Максим Чудов      | Норвегия Эмиль Хегле Свендсен · Руне Браттсвеэн · Халвард Ханеволд · Уле Эйнар Бьорндален | Германия Михаэль Рёш · Александр Вольф · Андреас Бирнбахер · Михаэль Грайс           |
| Масс-старт, 12.5 км, женщины          | Магдалена Нойнер                                                                | Тура Бергер                                                                               | Екатерина Юрьева                                                                     |
| Масс-старт, 15 км, мужчины            | Эмиль Хегле Свендсен                                                            | Уле Эйнар Бьорндален                                                                      | Максим Чудов                                                                         |
| Эстафета, 4X6 км, женщины             | Германия Мартина Глагов · Андреа Хенкель · Магдалена Нойнер · Кати Вильхельм    | Украина Оксана Яковлева · Вита Семеренко · Валя Семеренко · Оксана Хвостенко              | Франция Дельфина Перетто · Мари-Лор Брюне · Сильви Бекар · Сандрин Байи              |

## Результаты гонок чемпионата
| Гонка                                                                                     | Мужчины | Женщины |
| Спринт 1. 9 февраля 2008 Женщины: 7.5 км 2. 9 февраля 2008 Мужчины: 10 км                 | 1. Максим Чудов 22:25.4 (0) 2. Халвард Ханеволд +19.8 (0) 3. Уле-Эйнар Бьёрндален +30.0 (2) 4. Иван Черезов 5. Михаэль Рёш 6. Михал Шлесингр 7. Даниэль Граф 8. Андреас Бирнбахер Финишный протокол                   | 1. Андреа Хенкель 19:43.1 (0) 2. Альбина Ахатова +12.7 (0) 3. Оксана Хвостенко +23.2 (0) 4. Тура Бергер 5. Сандрин Байи 6. Светлана Слепцова 7. Магдалена Гвиздонь 8. Жюли Бонневи-Свеннсен Финишный протокол           |
| Гонка преследования 1. 10 февраля 2008 Женщины: 10 км 2. 10 февраля 2008 Мужчины: 12.5 км | 1. Уле-Эйнар Бьёрндален 31:04.5 (2) 2. Максим Чудов +10.1 (4) 3. Александр Вольф +42.8 (1) 4. Дмитрий Ярошенко 5. Михал Шлесингр 6. Симон Фуркад 7. Михаэль Рёш 8. Иван Черезов Финишный протокол                     | 1. Андреа Хенкель 28:56.00 (0) 2. Екатерина Юрьева +20.5 (0) 3. Альбина Ахатова +38.5 (0) 4. Тура Бергер 5. Сандрин Байи 6. Магдалена Нойнер 7. Мартина Глагов 8. Светлана Слепцова Финишный протокол                   |
| Смешанная эстафета 1. 12 февраля 2008 Женщины, мужчины : 2x6+2x7.5 км                     | 1. Германия 1:12:20.5 (0+6) (Бухольц, Нойнер, Бирнбахер, Грайс) 2. Беларусь +52.6 (0+4) (Калинчик, Домрачева, Валиуллин, Новиков) 3. Россия +1:02.9 (1+9) (Слепцова, Неупокоева, Круглов, Ярошенко) Финишный протокол | 1. Германия 1:12:20.5 (0+6) (Бухольц, Нойнер, Бирнбахер, Грайс) 2. Беларусь +52.6 (0+4) (Калинчик, Домрачева, Валиуллин, Новиков) 3. Россия +1:02.9 (1+9) (Слепцова, Неупокоева, Круглов, Ярошенко) Финишный протокол   |
| Индивидуальная гонка 1. 14 февраля 2008 Женщины: 15 км 2. 14 февраля 2008 Мужчины: 20 км  | 1. Эмиль Хегле Свендсен 51:59.9 (1) 2. Уле-Эйнар Бьёрндален +31.4 (2) 3. Максим Максимов +34.8 (0) 4. Симон Фуркад 5. Максим Чудов 6. Кристиан Де Лоренци 7. Зденек Витек 8. Рустам Валиуллин Финишный протокол       | 1. Екатерина Юрьева 44:23.8 (0) 2. Мартина Глагов +1:13.3 (1) 3. Оксана Хвостенко +2:24.2 (1) 4. Тура Бергер 5. Татьяна Моисеева 6. Тея Грегорин 7. Яна Романова 8. Наталья Левченкова Финишный протокол                |
| Эстафета 1. 16 февраля 2008 Мужчины: 4x7.5 км 2. 17 февраля 2008 Женщины: 4x6 км          | 1. Россия 1:21:00.7 (0+5) (Черезов, Круглов, Ярошенко, Чудов) 2. Норвегия +49.2 (0+7) (Свендсен, Браттсвеэн, Ханеволл, Бьёрндален) 3. Германия +1:42.5 (2+14) (Рёш, Вольф, Бирнбахер, Грайс) Финишный протокол        | 1. Германия 1:10:12.6 (1+9) (Глагов, Хенкель, Нойнер, Вильхельм) 2. Украина +30.9 (0+4) (Яковлева, Вита Семеренко, Валя Семеренко, Хвостенко) 3. Франция +1:35.7 (2+13) (Перетто, Брюне, Бекар, Байи) Финишный протокол |
| Масс-старт 1. 16 февраля 2008 Женщины: 12.5 км 2. 17 февраля 2008 Мужчины: 15 км          | 1. Эмиль Хегле Свендсен 36:12.6 (1) 2. Уле-Эйнар Бьёрндален +0.4 (1) 3. Максим Чудов +24.9 (3) 4. Максим Максимов 5. Халвард Ханеволль 6. Дмитрий Ярошенко 7. Венсан Дефран 8. Иван Черезов Финишный протокол         | 1. Магдалена Нойнер 39:36.53 (4) 2. Тура Бергер +3.0 (1) 3. Екатерина Юрьева +29.5 (2) 4. Вита Семеренко 5. Хелена Юнссон 6. Мартина Глагов 7. Лю Сяньин 8. Кати Вильхельм Финишный протокол                            |

## Медальный зачёт

### Страны
| Место | Страна   |   |   |   | Всего |
| ----- | -------- | - | - | - | ----- |
| 1     | Германия | 5 | 1 | 2 | 8     |
| 2     | Норвегия | 3 | 5 | 1 | 9     |
| 3     | Россия   | 3 | 3 | 5 | 11    |
| 4     | Украина  | 0 | 1 | 2 | 3     |
| 5     | Беларусь | 0 | 1 | 0 | 1     |
| 6     | Франция  | 0 | 0 | 1 | 1     |

### Спортсмены
Медали завоевали 35 спортсменов.
| Место | Спортсмен            | Золото | Серебро | Бронза | Всего |
| ----- | -------------------- | ------ | ------- | ------ | ----- |
| 1     | Андреа Хенкель       | 3      | -       | -      | 3     |
|       | Магдалена Нойнер     | 3      | -       | -      | 3     |
| 3     | Максим Чудов         | 2      | 1       | 1      | 4     |
| 4     | Эмиль Хегле Свендсен | 2      | 1       | -      | 3     |
| 5     | Уле-Эйнар Бьорндален | 1      | 3       | 1      | 5     |
| 6     | Екатерина Юрьева     | 1      | 1       | 1      | 3     |
| 7     | Мартина Глагов       | 1      | 1       | -      | 2     |
| 8     | Андреас Бирнбахер    | 1      | -       | 1      | 2     |
|       | Михаэль Грайс        | 1      | -       | 1      | 2     |
|       | Дмитрий Ярошенко     | 1      | -       | 1      | 2     |
|       | Николай Круглов      | 1      | -       | 1      | 2     |
| 12    | Сабрина Бухгольц     | 1      | -       | -      | 1     |
|       | Иван Черезов         | 1      | -       | -      | 1     |
|       | Кати Вильхельм       | 1      | -       | -      | 1     |
| 15    | Халвар Ханевольд     | -      | 2       | -      | 2     |
| 16    | Оксана Хвостенко     | -      | 1       | 2      | 3     |
| 17    | Альбина Ахатова      | -      | 1       | 1      | 2     |
| 18    | Тура Бергер          | -      | 1       | -      | 1     |
|       | Руне Браттсвеэн      | -      | 1       | -      | 1     |
|       | Дарья Домрачева      | -      | 1       | -      | 1     |
|       | Людмила Калинчик     | -      | 1       | -      | 1     |
|       | Оксана Яковлева      | -      | 1       | -      | 1     |
|       | Сергей Новиков       | -      | 1       | -      | 1     |
|       | Валя Семеренко       | -      | 1       | -      | 1     |
|       | Вита Семеренко       | -      | 1       | -      | 1     |
|       | Рустам Валиуллин     | -      | 1       | -      | 1     |
| 27    | Александр Вольф      | -      | -       | 2      | 2     |
| 28    | Сандрин Байи         | -      | -       | 1      | 1     |
|       | Сильви Бекар         | -      | -       | 1      | 1     |
|       | Мари-Лор Брюне       | -      | -       | 1      | 1     |
|       | Максим Максимов      | -      | -       | 1      | 1     |
|       | Оксана Неупокоева    | -      | -       | 1      | 1     |
|       | Дельфина Перетто     | -      | -       | 1      | 1     |
|       | Михаэль Рёш          | -      | -       | 1      | 1     |
|       | Светлана Слепцова    | -      | -       | 1      | 1     |